# Giuseppe Placido Nicolini

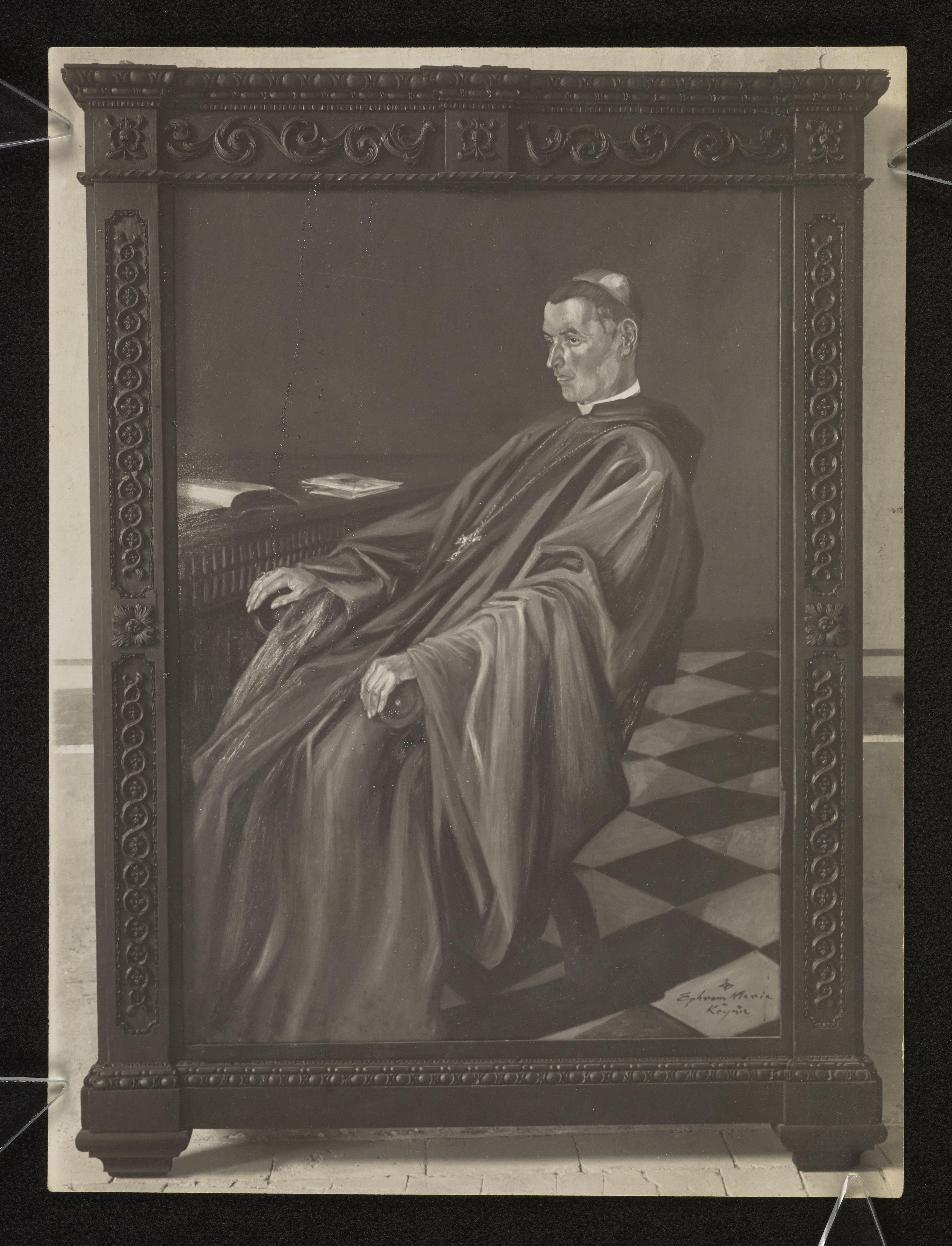
Il ritratto di Giuseppe Placido Nicolini, eseguito negli anni Trenta dall'artista cappuccino Efrem da Kcynia. Fotografia della Biblioteca Nazionale Polacca di Varsavia.

Giuseppe Placido Maria Nicolini (Villazzano, 6 gennaio 1877 – Villazzano, 25 novembre 1973) è stato un vescovo cattolico italiano, riconosciuto giusto tra le nazioni per aver contribuito a salvare più di 300 ebrei dalle persecuzioni nazifasciste.

## Biografia
Nasce a Villazzano, oggi in provincia e arcidiocesi di Trento, il 6 gennaio 1877.

### Formazione e ministero sacerdotale
Professo dell'ordine di San Benedetto, entra da giovane nell'abbazia di San Giuliano di Genova. Il 9 luglio 1899 è ordinato presbitero.
Nel 1899 si laurea in teologia a Roma, lì insegnerà teologia al Pontificio ateneo Sant'Anselmo.
È curato a Praglia per 11 anni.

#### Ministero abbaziale
Il 9 dicembre 1908 viene eletto abate dell'antica abbazia di Praglia, risorta nel 1904 dalla soppressione.
Il 18 agosto 1919 diventa abate ordinario dell'abbazia territoriale della Santissima Trinità di Cava de' Tirreni; succede ad Angelo Maria Ettinger, deceduto il 19 giugno precedente.
Appena eletto abate ordinario riprende e porta attivamente a compimento (16 maggio 1928) il processo canonico per il riconoscimento del culto dei primi abati cavensi ab immemorabili beati Simeone, Falcone, Marino, Benincasa, Pietro III, Balsamo, Leonardo e Leone II.
Durante il suo ministero abbaziale acquista dalle suore agostiniane della chiesa di Santa Rita da Cascia alle Vergini di Roma una tela della seconda metà del cinquecento attribuita al Guerra che fa posizionare sull'altare della Cappella della Madonna, all'interno della basilica cattedrale della Santissima Trinità di Cava.
Inoltre arricchisce la biblioteca della badia cavense di opere notevoli. Visita, inoltre, tre volte la diocesi e dal 22 al 24 maggio 1923 tiene il sinodo diocesano che non si celebrava da circa due secoli. Tra le benemerenze del Nicolini, acquisite a Cava, è da ricordare la costituzione di un cosiddetto Armadio Farmaceutico per i primi soccorsi agli ammalati della frazione di Corpo di Cava.

### Ministero episcopale

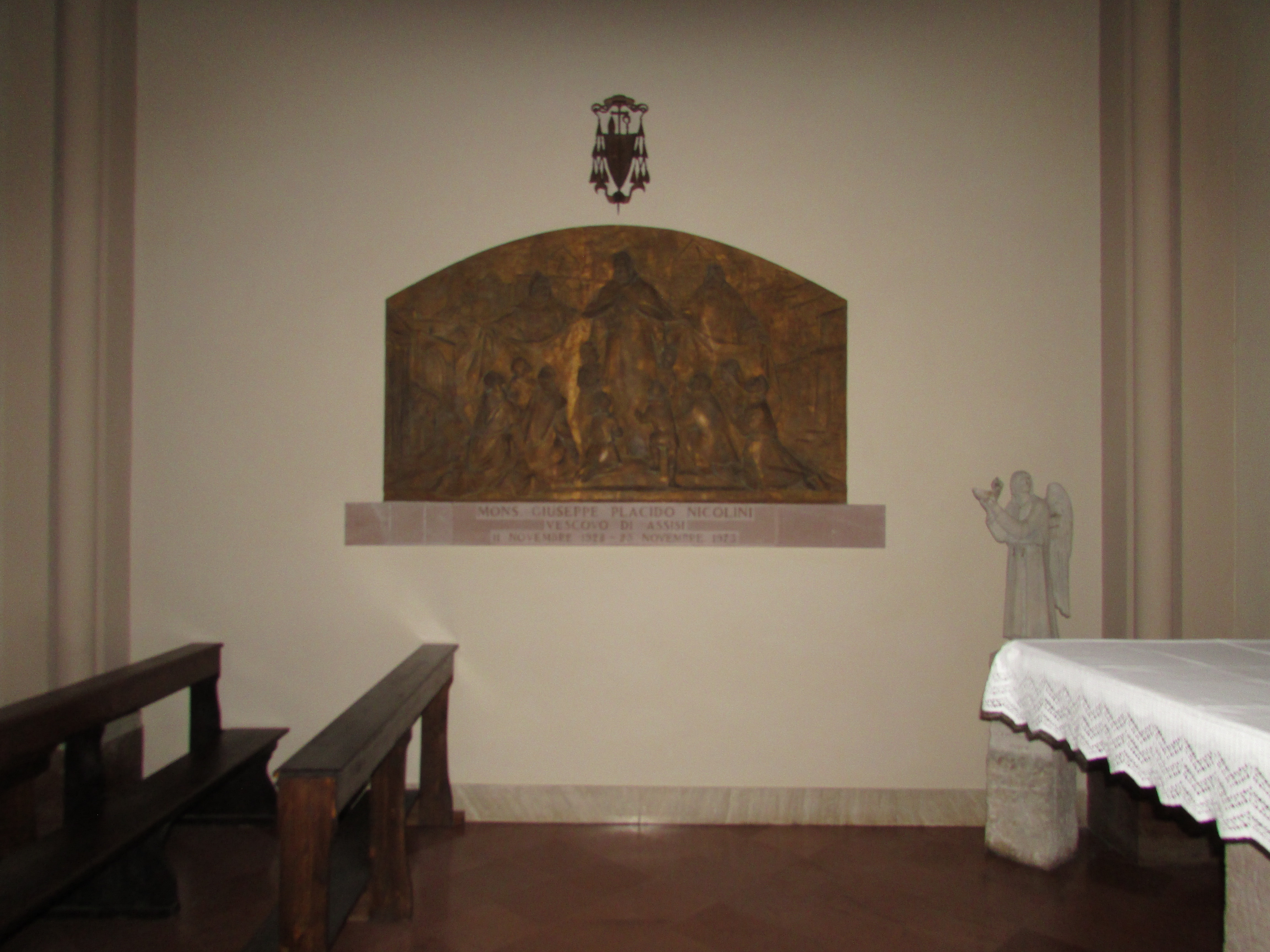
La tomba di mons. Nicolini nella cattedrale di san Rufino.

Il 22 giugno 1928 papa Pio XI lo nomina vescovo di Assisi; succede ad Ambrogio Luddi, precedentemente dimessosi per raggiunti limiti di età. Il 2 settembre successivo riceve l'ordinazione episcopale dal cardinale Alessio Ascalesi, coconsacranti il vescovo Gregorio Diamare e l'arcivescovo Anselmo Filippo Pecci.
Nel 1939 promuove la proclamazione di san Francesco d'Assisi come patrono d'Italia.
Durante la seconda guerra mondiale insieme a don Aldo Brunacci e a padre Rufino Niccacci, salva più di 300 ebrei dalla Shoah facendoli nascondere nei monasteri della città. Ad altri invece forniscono documenti falsi. Dopo la guerra riceve la cittadinanza onoraria di Assisi.
Dopo alcuni anni di organizzazione ed allestimento, il 3 settembre 1941 inaugura per sua volontà il Museo diocesano e cripta di San Rufino di Assisi, con annesso archivio capitolare, per custodire le opere più rilevanti provenienti dalla cattedrale e da altre chiese della diocesi.
Muore a Villazzano il 25 novembre 1973 all'età di 96 anni ed è sepolto ad Assisi nella cappella della Madonna del Pianto della cattedrale di San Rufino. La tomba fu decorata da Enrico Manfrini.
Nel 1977 viene riconosciuto come Giusto tra le nazioni, onorificenza conferita a non ebrei che hanno salvato ebrei dalla Shoah. Le operazioni avvennero in coordinamento col vescovo Giuseppe Maria Palatucci, il nipote Giovanni Palatucci, ultimo questore di Fiume, e con Placido Cortese.
Alexander Ramati ha scritto un libro sul salvataggio, e nel 1985 ha diretto il film The Assisi Underground nel quale Nicolini è interpretato da James Mason e doppiato in italiano da Marcello Tusco. Paolo Mirti ha dedicato alla storia il romanzo La società delle mandorle. Nel suo paese natale gli è stata dedicata una piazza.

## Genealogia episcopale
La genealogia episcopale è:
- Cardinale Scipione Rebiba
- Cardinale Giulio Antonio Santori
- Cardinale Girolamo Bernerio, O.P.
- Arcivescovo Galeazzo Sanvitale
- Cardinale Ludovico Ludovisi
- Cardinale Luigi Caetani
- Cardinale Ulderico Carpegna
- Cardinale Paluzzo Paluzzi Altieri degli Albertoni
- Papa Benedetto XIII
- Papa Benedetto XIV
- Papa Clemente XIII
- Cardinale Marcantonio Colonna
- Cardinale Giacinto Sigismondo Gerdil, B.
- Cardinale Giulio Maria della Somaglia
- Cardinale Carlo Odescalchi, S.I.
- Cardinale Costantino Patrizi Naro
- Cardinale Serafino Vannutelli
- Cardinale Domenico Serafini, O.S.B.
- Cardinale Alessio Ascalesi, C.PP.S.
- Vescovo Giuseppe Placido Nicolini, O.S.B.